# Джули Кагава
Джули Кагава (на английски: Julie Kagawa) е американска писателка на бестселъри в жанра фентъзи.

## Биография
Джули Мапта Кагава е родена на 12 октомври 1982 г. в Сакраменто, Калифорния, САЩ. Когато е деветгодишна семейството ѝ се преселва в Хавай. Там тя се влюбва в книгите и в тийнейджърска възраст започва да пише, като първите ѝ разкази са в жанра хорър. След гимназията започва да работи в книжарница, но има проблеми, тъй като чете книгите, които трябва да продава. Затова започва да обучава кучета – най-вече чихуахуа и лабрадори. Същевременно продължава да пише и да преследва упорито писателската си кариера.
Джули Кагава живее със семейството си край Луисвил, Кентъки.

## Творчество
През 2010 г. е публикуван първият ѝ роман „Железният крал“ от фентъзи поредицата „Желязната фея“. Той е епично фентъзи с елементи на паранормален любовен роман. Меган Чейс е момиче, което открива, че съдбата му е свързана с вълшебния свят на феите. Тя се влюбва в сина на кралица Маб – ледения принц Аш. Оказва се единствената, която може да спаси вълшебните същества, които биват нападнати от новата раса на железните феи. Книгата става бестселър и я прави известна, след което тя започва да пише професионално.
През 2012 г. е издаден романът ѝ „Законът на безсмъртните“ от вампирската антиутопична поредица „Кръв от рая“. Главната героиня Алисън Секемото е свободен вампир и води труден живот за оцеляване във вампирския свят нарушавайки много правила. Преследвана, тя се отправя на рисковано пътешествие към мистичен град с приятеля си Зийк, където все още управляват хората и където може би се крие лекарството, което ще спаси човешката раса.
През 2014 г. е издаден романът ѝ „Нокът“ от едноименната поредица. Ембър и Данте Хил са единствените брат и сестра сред драконите, които имат способността да се преобразяват в хора. Но те живеят в свят на хилядолетна война между хората и зверовете, между Ордена на свети Георги – убийци на дракони и драконите от „Нокът“. Ембър се опитва да получи малко свобода преди отредената ѝ съдба и преследванията на Ордена.

## Произведения

### Серия „Желязната фея“ (Iron Fey)
1. The Iron King (2010)
2. The Iron Daughter (2010)
3. The Iron Queen (2011)
4. The Iron Knight (2011)

- Winter's Passage (2010)
- Summer's Crossing (2011)
- Iron's Prophecy (2012)

#### Серия „Призив на забравения“ (Iron Fey: Call of the Forgotten)
1. The Lost Prince (2012)
2. The Iron Traitor (2013)
3. The Iron Warrior (2015)

### Серия „Кръв от рая“ (Blood of Eden)
- Dawn of Eden (2013) – предистория

1. The Immortal Rules (2012)
Законът на безсмъртните, изд.: „Pro Book“, София (2015), прев. Боряна Даракчиева
2. The Eternity Cure (2013)
Лек за вечност, изд.: „Pro Book“, София (2015), прев. Боряна Даракчиева
3. The Forever Song (2014)
Вечната песен, изд.: „Pro Book“, София (2015), прев. Боряна Даракчиева

### Серия „Нокът“ (Talon)
1. Talon (2014)
Нокът, изд.: „Pro Book“, София (2016), прев. Боряна Даракчиева
2. Rogue (2015)
Война, изд.: „Pro Book“, София (2016), прев. Боряна Даракчиева
3. Soldier (2016)
4. Legion (2017)
5. Inferno (2018)

### Серия „Сянката на лисицата“ (Shadow Of The Fox)
1. Shadow Of The Fox (2018)
2. Soul of the Sword (2019)
3. Night of the Dragon (2020)

### Сборници
- Grim (2014) – с Елън Хопкинс, Кристин Джонсън и Аманда Хокинг